# Phrygionis obrussata
Phrygionis obrussata là một loài bướm đêm trong họ Geometridae.